# Gesundheitsbrief
Der Gesundheitsbrief ist ein Begriff aus der Seefahrt.
Der Gesundheitsbrief stellte im 18. Jahrhundert eine Art Einlaufgenehmigung für Schiffe, die aus Ländern zurückkehrten, in denen auf andere Menschen übertragbare Krankheiten grassierten, dar. Beim Anlegen im jeweiligen Hafen musste der Kapitän jedes Schiffes, das beabsichtigte, dort vor Anker zu gehen, den Gesundheitsbrief vorweisen. Konnte der Schiffsführer keinen Gesundheitsbrief vorweisen, wurde die gesamte Schiffsbesatzung meist in Quarantäne genommen. 
Eine andere Bezeichnung für den Gesundheitsbrief lautet Gesundheitspass.